# MTV 00s
MTV 00s (anunciado como MTV Noughties, MTV Aughts, MTV 2000s ou MTV Zeros) é um canal de televisão por assinatura dedicado a videoclipes de êxitos musicais internacionais dos anos 2000. A MTV 00s foi lançada em 2 de agosto de 2021, substituindo o VH1 Europe.

## História

### Reformulação provisória e estreia oficial
De 29 de maio a 22 de junho de 2020, o canal MTV OMG foi temporariamente reformulado com os visuais e o nome MTV 00s, trazendo em seu conteúdo videoclipes da década de 2000.
A partir de 5 de junho de 2021, o canal VH1 Europe começou a exibir mais videoclipes da década de 2000 e parcialmente começou a adaptar a sua programação em um "aquecimento" para a reformulação do canal. No dia 1 de agosto, dia do 40.º aniversário da MTV, a VH1 parou de exibir sua programação normal e começou a exibir uma nova grade de programação incluindo somente clipes da década de 2000, mas mantendo o nome e logo do canal. No dia seguinte, as 05:00 CET (1 da manhã no Brasil), o VH1 Europe é oficialmente substituída pela MTV 00s. O último videoclipe a ser exibido no VH1, foi "Dani California" da banda Red Hot Chili Peppers, enquanto o primeiro videoclipe, a ser exibido no MTV 00s, foi "Can't Fight the Moonlight" da cantora LeAnn Rimes.
No dia 8 de maio de 2023, o canal estreou uma nova grelha de programação.

### Programação regular
- "We Love The 00s!"[9]
- "Hits Don't Lie"[9]
- "Non-Stop Y2Ks"[9]

### Especiais diários
- "Artist: The Hits"
- "Class Of…!" (2000-2009)
- "2-4-1 Hits!"
- "Artist vs Artist" (alt. nome: "Artist X Artist" ou "Epic Videos! Artist vs. Artist")
  - Avril Lavigne
  - Beyonce
  - Black Eyed Peas
  - Britney Spears
  - Christina Aguilera
  - Coldplay
  - Jennifer Lopez
  - Justin Timberlake
  - Kylie Minogue
  - Linkin Park
  - Rihanna
  - Nelly Furtado
  - P!nk
  - Shakira
- "Chillout Zone"
- "Classic Collabs!"
- "Can't Fight the Pop Ballads!"
- "Rap & R'N'B' Jamz"
- "Dancefloor Fillers!"
- "Dance Hits of the 00s!"
- "Dance Hits from the Boys!"
- "Dance Hits from the Girls!"
- "Feelgood Anthems!"
- "Feelgood Anthems From the Boys!"
- "Feelgood Anthems From the Girls!"
- "Feelgood Dance Anthems!"
- "Feelgood Love Anthems!"
- "Feelgood Pop Anthems!"
- "Hottest R'n'B Anthems!"
- "Rock'N'Roll Anthems!"
- "Worldwide Rock Anthems!"
- "Worldwide Hits From The Boys!"
- "Crazy In Love!"
- "Get The Party Started!"
- "Pop-Punk Anthems!"